# Anufrievia vilbastei
Anufrievia vilbastei är en insektsart som beskrevs av Irena Dworakowska 1970. Anufrievia vilbastei ingår i släktet Anufrievia och familjen dvärgstritar. Inga underarter finns listade i Catalogue of Life.